# مينورو هنافوسا
مينورو هنافوسا (باليابانية: 花房 稔) (مواليد 30 يوليو 1996) هو لاعب كرة قدم ياباني.

## وصلات خارجية
- مينورو هنافوسا على موقع رابطة كرة القدم اليابانية للمحترفين (اليابانية)
- مينورو هنافوسا على موقع قاعدة بيانات كرة القدم.إي يو (الإنجليزية)
- مينورو هنافوسا على موقع Soccerway.com (الإنجليزية)
- مينورو هنافوسا على موقع عالم كرة القدم.نت (الإنجليزية)